# Sally Oldfield
Sally Patricia Oldfield (* 3. August 1947 in Dublin, Irland) ist eine britische Sängerin und Komponistin. Sie ist die ältere Schwester von Mike Oldfield und Terence Oldfield.

## Biografie
Sally Oldfield gründete zusammen mit ihrem Bruder Mike im Jahr 1967 das Folk-Duo The Sallyangie. Mit Children of the Sun wurde ein Album des Duos veröffentlicht.
Ihre Musik, die sie überwiegend selbst schreibt, liegt zwischen Folk und New Age. Mitunter fließen keltische Motive ein, wie sie später auch Enya oder Loreena McKennitt verwenden.
Ihre Solokarriere begann im Jahr 1978 mit dem Album Water Bearer und der Single Mirrors. Erfolgreich waren auch die beiden nächsten LPs und die Stücke Celebration und Mandala. Einige ihrer späteren Alben wurden in Deutschland produziert und orientieren sich musikalisch und inhaltlich am Mainstream.

## Diskografie

### Studioalben
- Children of the Sun (1968, zusammen mit ihrem Bruder Mike Oldfield als Sallyangie)
- Water Bearer (1978)
- Easy (1979)
- Celebration (1980)
- Playing in the Flame (1981)
- Strange Day in Berlin (1983)
- Femme (1987)
- Instincts (1988)
- Natasha (1990)
- The Flame (1992)
- Three Rings (1994)
- Secret Songs (1996)
- Flaming Star (2001)

### Livealben / Kompilationen
- In Concert (1982 – Live)
- The Collection (1986)
- Mirrors – The Most Beautiful Songs (1987)
- A Portrait of Sally Oldfield (1993)
- Morning of My Life (1997)
- Celebration – Best (2000) (1978–83, Label: Zounds, alle Titel digital remastered)
- Absolutely Chilled (2003) (Remastered + einige neue Stücke)
- Cantadora (2009)
- The Enchanted Way (2018)
- Mystique (2019)

### Singles
- Two Ships (1969)
- Sweet Child of Allah (1972)
- Mirrors (1978)
- You Set My Gipsy Blood Free (1979)
- The Sun in My Eyes (1979)
- Easy (1979) (FR)
- I Sing for You (1980)
- Mandala (1980)
- Woman of the Night (1980) (Portugal)
- Celebration (1980)
- Morning of My Life (1981)
- Song of the Lamp (1981)
- Playing in the Flame (1982)
- Broken Mona Lisa (1982)
- Path with a Heart (1983)
- Meet Me in Verona (1984) (FR)
- Share (1985)
- Silver Dagger (1987)
- Giving All My Love (1987)
- Andromeda Rising (1988)
- I Say Something (1989)
- Let It Begin (1989)
- Natasha (1990)
- Guiding Star (1990)
- Break Through the Rock (1991)
- No Heart (1992)
- Mandala (1992)
- Digging for Gold (1994)
- Summer of Love (1994)
- Morning Has Broken (1994)
- Three Rings (1995)
- Summer in My Hand (1995)
- Mystic Drum (1996)
- Masquerade (1997)
- Mirrors (2001)
- Mirrors (2002)
- Private Collection (2003)
- Singing My Life (2006)

### Mitwirkung an Werken anderer Interpreten
- Gesang auf den Alben Hergest Ridge, Ommadawn und Incantations ihres Bruders Mike Oldfield (1974–78)
- Sängerin von Shadow of the Hierophant auf dem Album Voyage of the Acolyte von Steve Hackett (1975)
- Gesang auf dem Album Keesojen Letho von Pekka Pohjola (1977)
- Gesang auf den Alben Tr3s Lunas und Tubular Bells 2003 ihres Bruders Mike Oldfield (2002–03)